# تپه داراب ۲
تپه داراب ۲ مربوط به دوره اشکانیان - دوره ساسانیان است و در شهرستان کرمانشاه، بخش مرکزی، دهستان بالادربند، ۹۰۰م شمال غرب چغاقاسم واقع شده و این اثر در تاریخ ۱۸ اسفند ۱۳۸۷ با شمارهٔ ثبت ۲۴۸۶۹ به‌عنوان یکی از آثار ملی ایران به ثبت رسیده است.